# 單獨行為
單獨行為（德語：Einseitige Rechtsgeschäfte），亦稱為一方行為或單方行為，係指依權利主體一方單獨之意思表示即可成立之法律行為。

## 種類
- 無相對人之單獨行為，係指權利主體基於表示意思而為任意形式之意思表示即可成立之法律行為，例如：動產所有權之「拋棄」。
- 有相對人之單獨行為，係指權利主體基於表示意思而向特定對象為意思表示即可成立之法律行為，例如：「解除」契約、「撤回」意思表示等。

1. ↑  .   [2020-04-03]. （原始内容存档于2019-09-11）.